# تپه نوترکی
تپه نوترکی مربوط به هزاره سوم و ۴ قبل از میلاد است و در شهرستان ایذه، بخش مرکزی، دهستان حومه غربی، روستای نوترکی زیلایی ها واقع شده و این اثر در تاریخ ۲۵ آبان ۱۳۸۷ با شمارهٔ ثبت ۲۳۷۸۲ به‌عنوان یکی از آثار ملی ایران به ثبت رسیده است.